# Tomasz Tułacz
Tomasz Tułacz (Mielec, 29 dicembre 1969) è un allenatore di calcio ed ex calciatore polacco, di ruolo centrocampista, tecnico del Puszcza Niepołomice.